# Pallacanestro Olimpia Milano 2013-2014
Questa voce raccoglie le informazioni riguardanti l'Olimpia Milano nelle competizioni ufficiali della stagione 2013-2014.

## Stagione
La stagione 2013-2014 dell’Olimpia Milano, sponsorizzata EA7 Emporio Armani è la 81ª in Serie A. Partecipa, inoltre, per la 9ª all'Eurolega e alle Final Eight di Coppa Italia.
Il 1º luglio 2013, in sostituzione di Scariolo, viene ingaggiato l'allenatore Luca Banchi, reduce dalla vittoria dello scudetto con la Mens Sana Siena e viene rinnovata profondamente la rosa. 
A febbraio 2014, in Coppa Italia la squadra viene eliminata nei quarti dalla Dinamo Sassari. In Eurolega disputa un’ottima regular season che le permette l’accesso alle TOP16 e quindi ai playoff dove viene eliminata dal Maccabì di Tel Aviv per 3 a 1, perdendo la prima partita in casa per due punti dopo un tempo supplementare.
In campionato la squadra chiude al primo posto nella stagione regolare con 25 vittorie su 30 gare. Nei Play Off supera nei quarti 3-2 Pistoia e nelle semifinali 4-2 Sassari. In finale affronta la Mens Sana Siena giunta seconda in stagione regolare. L’Olimpia, conquista il suo 26º scudetto vincendo la serie 4-3 con la settima e decisiva partita disputata ad Assago il 27 giugno 2014.

## Organigramma societario
Area dirigenziale
- Presidente: Livio Proli
- General Manager: Flavio Portaluppi
- Team Manager/scouting: 	Simone CASALI
- Team Manager/bb operations: 	Filippo LEONI
- Rel. esterne e Addetto Stampa: 	Claudio LIMARDI
- Resp. Marketing: 	Carmen DIPALMA
- Marketing: 	Paolo MONGUZZI
- Segreteria: 	Serena RICHELLI
- Addetto agli Arbitri: 	Gianluca SOLANI
- Resp. sito Internet: 	Claudio LIMARDI
- Resp. Ticketing :	Tullio MARINO
- Resp. Settore Giovanile: 	Stefano BIZZOZERO
- Resp. Armani Junior Program: 	Paolo MONGUZZI
- Resp. Statistiche Lega: 	Renato BOCCOTTI
- Servizio Armani Junior Program: 	Alessandro FONTANA
- Speaker: 	Massimo MICCOLI

Staff tecnico
- Allenatore: 	 Luca Banchi
- Assistenti: 	 Massimo Cancellieri, Mario Fioretti
- Preparatore Atletico: 	 Giustino DANESI
- Medico Sociale :	 Marco BIGONI
- Medico Sociale: 	 Matteo ACQUATI
- Medico Sociale: 	 Ezio GIANI
- Fisioterapista: 	 Marco MONZONI
- Fisioterapista: 	 Claudio LOMMA

## Mercato
| Arrivi | Arrivi              | Arrivi             | Arrivi        |
| R      | Nome                | da                 | Modalità      |
| ------ | ------------------- | ------------------ | ------------- |
| C      | Samardo Samuels     | H. Gerusalemme     | definitivo    |
| GA     | Bruno Cerella       | Pall. Varese       | definitivo    |
| P      | Marquez Haynes      | Artland Dragons    | definitivo    |
| AP     | David Moss          | Mens Sana Siena    | definitivo    |
| C      | Angelo Gigli        | Virtus Bologna     | definitivo    |
| AC     | C.J. Wallace        | Barcellona         | definitivo    |
| PG     | Mohamed Touré       | Fulgor Omegna      | definitivo    |
| P      | Curtis Jerrells     | Maine Red Claws    | definitivo    |
| AG     | Kristjan Kangur     | Mens Sana Siena    | definitivo    |
| AG     | Richard Hendrix     | Lokomotiv Kuban'   | fine prestito |
| P      | Juan Fernández      | Brescia            | fine prestito |
| P      | Andrea Amato        | Sangiorgese Basket | fine prestito |
| ALL    | Luca Banchi         | Mens Sana Siena    | definitivo    |
| ALL    | Massimo Cancellieri | Pall. Biella       | definitivo    |

| Partenze | Partenze           | Partenze         | Partenze                  |
| R        | Nome               | a                | Modalità                  |
| -------- | ------------------ | ---------------- | ------------------------- |
| AG       | Antōnīs Fōtsīs     | Panathīnaïkos    | fine contratto            |
| P        | Marques Green      | Dinamo Sassari   | fine contratto            |
| P        | Jacopo Giachetti   | Reyer Venezia    | fine contratto            |
| AG       | Richard Hendrix    | Lokomotiv Kuban' | risoluzione del contratto |
| C        | Iōannīs Mpourousīs | Real Madrid      | fine contratto            |
| C        | Leon Radošević     | Alba Berlino     | risoluzione del contratto |
| P        | Andrea Amato       | Junior Casale    | prestito                  |
| P        | Juan Fernández     | Dinamo Sassari   | prestito                  |
| G        | Gianluca Basile    | Orlandina        | fine contratto            |
| PG       | J.R. Bremer        | Gaziantep BŞB    | fine contratto            |
| AG       | Pops Mensah-Bonsu  | Galatasaray      | fine contratto            |
| AP       | Malik Hairston     | Galatasaray      | risoluzione del contratto |
| ALL      | Sergio Scariolo    | Saski Baskonia   | fine contratto            |

## Risultati

### Serie A

#### Regular season

##### Girone di andata
| Arbitri: | Di Francesco (Teramo) Lamonica (Roseto degli Abruzzi) Lo Guzzo (Pisa) |

|                            |            |                                |
| Dyson 18 James 17 Todić 14 | Punti      | 29 Langford 19 Moss 11 Samuels |
| Aminu, Campbell, Dyson 2   | Assist     | 3 Wallace                      |
| Lewis 8                    | Rimbalzi   | 7 Langford, Moss               |
| Piero Bucchi               | Allenatori | Luca Banchi                    |

| Arbitri: | Sabetta (Termoli) Mattioli (Pesaro) Paglialunga (Massafra) |

|                                         |            |                                           |
| Samuels 21 Langford 19 Gentile, Moss 12 | Punti      | 26 Polonara 13 Coleman 10 De Nicolao, Ere |
| Langford 3                              | Assist     | 5 De Nicolao                              |
| Samuels 11                              | Rimbalzi   | 5 Polonara                                |
| Luca Banchi                             | Allenatori | Fabrizio Frates                           |

| Arbitri: | Filippini (San Lazzaro di Savena) Quarta (Rivalta di Torino) Martolini (Roma) |

|                               |            |                                   |
| Roberts 17 Moore 14 Brooks 12 | Punti      | 23 Langford 11 Samuels 11 Wallace |
| Hannah 4                      | Assist     | 3 Langford, Moss                  |
| Moore 14                      | Rimbalzi   | 7 Moss                            |
| Lele Molin                    | Allenatori | Luca Banchi                       |

| Arbitri: | Bettini (Bologna) Caiazza (Arzano) Borgioni (Roma) |

|                              |            |                                   |
| Langford 17 Moss 14 Melli 10 | Punti      | 13 Johnson 12 Gibson 11 Wanamaker |
| Gentile 6                    | Assist     | 4 Wanamaker                       |
| Samuels 8                    | Rimbalzi   | 6 Washington                      |
| Luca Banchi                  | Allenatori | Paolo Moretti                     |

| Arbitri: | Begnis (Crema) Lanzarini (Bologna) Calbucci (Pomezia) |

|                                 |            |                                             |
| Walsh 15 Ware 11 Hardy, King 10 | Punti      | 20 Langford 12 Samuels 10 Cerella, Jerrells |
| King, Walsh, Ware 2             | Assist     | 4 Haynes                                    |
| Walsh 8                         | Rimbalzi   | 6 Samuels                                   |
| Luca Bechi                      | Allenatori | Luca Banchi                                 |

| Arbitri: | Seghetti (Livorno) Vicino (Argelato) Quarta (Rivalta di Torino) |

|                                       |            |                                 |
| Smith 27 Vitali 19 Rosselli, Taylor 9 | Punti      | 21 Langford 11 Moss 11 Jerrells |
| Rosselli, Vitali                      | Assist     | 5 Gentile                       |
| Easley, Smith 5                       | Rimbalzi   | 5 Jerrells, Melli               |
| Zare Markovski                        | Allenatori | Luca Banchi                     |

| Arbitri: | Baldini (Firenze) Mattioli (Pesaro) Mazzoni (Grosseto) |

|                                                    |            |                                               |
| Langford 15 Wallace 11 Gentile, Haynes, Samuels 10 | Punti      | 12 Brunner 10 Cervi 8 Cinciarini, Karl, White |
| Langford 5                                         | Assist     | 5 Cinciarini                                  |
| Melli, Wallace 7                                   | Rimbalzi   | 5 Cervi                                       |
| Luca Banchi                                        | Allenatori | Max Menetti                                   |

| Arbitri: | Lo Guzzo (Pisa) Sahin (Messina) Ranaudo (Milano) |

|                         |            |                              |
| Baron 18 Goss 17 Hosley | Punti      | 12 Moss 10 Lawal 10 Jerrells |
| Goss 4                  | Assist     | 5 Gentile                    |
| Goss, Hosley, Mbakwe 7  | Rimbalzi   | 9 Lawal                      |
| Luca Dalmonte           | Allenatori | Luca Banchi                  |

| Arbitri: | Cerebuch (Trieste) Paternicò (Piazza Armerina) Calbucci (Pomezia) |

|                                     |            |                                |
| Melli 20 Langford 18 Lawal, Moss 14 | Punti      | 23 Collins 19 Skeen 14 Lauwers |
| Gentile 7                           | Assist     | 4 Collins                      |
| Cerella, Melli 7                    | Rimbalzi   | 6 Šakić                        |
| Luca Banchi                         | Allenatori | Carlo Recalcati                |

| Arbitri: | Begnis (Crema) Mazzoni (Grosseto) Seghetti (Livorno) |

|                                   |            |                                |
| Turner 17 Trasolini 15 Anosike 15 | Punti      | 25 Langford 16 Gentile 12 Moss |
| Johnson, Pecile, Turner 1         | Assist     | 2 Gentile, Melli               |
| Anosike 17                        | Rimbalzi   | 8 Melli                        |
| Sandro Dell'Agnello               | Allenatori | Luca Banchi                    |

| Arbitri: | Sabetta (Termoli) Lo Guzzo (Pisa) Ranaudo (Milano) |

|                                |            |                                 |
| Ragland 17 Cusin 14 Jenkins 13 | Punti      | 28 Gentile 21 Langford 14 Lawal |
| Aradori, Leunen 5              | Assist     | 4 Gentile                       |
| Leunen 7                       | Rimbalzi   | 10 Lawal                        |
| Pino Sacripanti                | Allenatori | Luca Banchi                     |

| Arbitri: | Quarta (Rivalta di Torino) Cerebuch (Trieste) Di Francesco (Teramo) |

|                                          |            |                                |
| Melli 19 Langford 17 Gentile, Wallace 13 | Punti      | 16 Woodside 12 Jackson 12 Rich |
| Hackett 6                                | Assist     | 3 Woodside                     |
| Melli 12                                 | Rimbalzi   | 8 Rich                         |
| Luca Banchi                              | Allenatori | Cesare Pancotto                |

| Arbitri: | Begnis (Crema) Biggi (Cassina de' Pecchi) Aronne (Viterbo) |

|                                 |            |                                  |
| Gentile 17 Langford 17 Melli 16 | Punti      | 15 Thomas 11 Cavaliero 10 Ivanov |
| Hackett 6                       | Assist     | 4 Cavaliero                      |
| Melli 9                         | Rimbalzi   | 6 Ivanov, Thomas                 |
| Luca Banchi                     | Allenatori | Frank Vitucci                    |

| Arbitri: | Paternicò (Piazza Armerina) Caiazza (Arzano) Quarta (Rivalta di Torino) |

|                                                          |            |                                 |
| C. Green 18 D. Diener 18 Johnson, B. Sacchetti, Thomas 8 | Punti      | 24 Langford 16 Melli 11 Hackett |
| M. Green 6                                               | Assist     | 4 Hackett, Wallace              |
| C. Green, B. Sacchetti 5                                 | Rimbalzi   | 10 Wallace                      |
| Meo Sacchetti                                            | Allenatori | Luca Banchi                     |

| Arbitri: | Mattioli (Pesaro) Terreni (Vicenza) Seghetti (Vicenza) |

|                                      |            |                               |
| Langford 20 Moss 16 Hackett, Lawal 8 | Punti      | 12 Hunter 12 Haynes 10 Carter |
| Hackett 4                            | Assist     | 2 Haynes                      |
| Lawal 9                              | Rimbalzi   | 10 Hunter                     |
| Luca Banchi                          | Allenatori | Marco Crespi                  |

##### Girone di ritorno
| Arbitri: | Bettini (Bologna) Filippini (San Lazzaro di Savena) Di Francesco (Teramo) |

|                                    |            |                            |
| Langford 20 Jerrells 20 Gentile 13 | Punti      | 16 Dyson 12 Todić 12 Lewis |
| Gentile 4                          | Assist     | 2 Dyson, Todić             |
| Gentile 5                          | Rimbalzi   | 7 Todić                    |
| Luca Banchi                        | Allenatori | Piero Bucchi               |

| Arbitri: | Cerebuch (Trieste) Sardella (Rimini) Borgioni (Roma) |

|                               |            |                                 |
| Banks 20 Polonara 14 Clark 12 | Punti      | 16 Langford 11 Melli 11 Hackett |
| Ere 3                         | Assist     | 3 Gentile, Langford             |
| Ere, Johnson 6                | Rimbalzi   | 8 Hackett                       |
| Fabrizio Frates               | Allenatori | Luca Banchi                     |

| Arbitri: | Martolini (Roma) Bartoli (Trieste) Di Francesco (Teramo) |

|                                |            |                             |
| Gentile 14 Langford 12 Moss 10 | Punti      | 9 Roberts 8 Hannah 8 Easley |
| Jerrells, Kangur 2             | Assist     | 2 Roberts, Vitali           |
| Lawal 12                       | Rimbalzi   | 5 Brooks, Easley, Vitali    |
| Luca Banchi                    | Allenatori | Lele Molin                  |

| Arbitri: | Sahin (Messina) Paglialunga (Massafra) Borgioni (Roma) |

|                                      |            |                                 |
| Gibson 21 Wanamaker 20 Washington 13 | Punti      | 16 Hackett 15 Lawal 15 Jerrells |
| Wanamaker 4                          | Assist     | 5 Jerrells                      |
| Wanamaker 9                          | Rimbalzi   | 6 Melli, Moss                   |
| Paolo Moretti                        | Allenatori | Luca Banchi                     |

| Arbitri: | Paternicò (Piazza Armerina) Lo Guzzo (Pisa) Calbucci (Pomezia) |

|                                         |            |                           |
| Gentile 15 Hackett 13 Langford, Moss 13 | Punti      | 19 Hardy 11 Ware 10 Motum |
| Moss 4                                  | Assist     | 4 Hardy                   |
| Hackett, Moss, Samuels 5                | Rimbalzi   | 6 Motum                   |
| Luca Banchi                             | Allenatori | Giorgio Valli             |

| Arbitri: | Begnis (Crema) Weidmann (Campobasso) Morelli (Brindisi) |

|                                  |            |                               |
| Hackett 19 Gentile 16 Samuels 14 | Punti      | 20 Linhart 12 Vitali 12 Magro |
| Gentile 8                        | Assist     | 7 Rosselli                    |
| Hackett 6                        | Rimbalzi   | 8 Linhart                     |
| Luca Banchi                      | Allenatori | Zare Markovski                |

| Arbitri: | Lamonica (Roseto degli Abruzzi) Mazzoni (Grosseto) Quarta (Rivalta di Torino) |

|                                    |            |                                    |
| Kaukėnas 17 Cinciarini 16 Whtie 15 | Punti      | 19 Langford 14 Samuels 12 Jerrells |
| Cinciarini 4                       | Assist     | 2 Langford, Samuels                |
| White 5                            | Rimbalzi   | 4 Kangur, Langford                 |
| Max Menetti                        | Allenatori | Luca Banchi                        |

| Arbitri: | Sabetta (Termoli) Bettini (Bologna) Terreni (Vicenza) |

|                                     |            |                              |
| Melli 24 Moss 16 Cerella, Kangur 10 | Punti      | 17 Hosley 13 Jones 11 Mbakwe |
| Hackett 9                           | Assist     | 3 Hosley                     |
| Melli, Samuels 6                    | Rimbalzi   | 15 Mbakwe                    |
| Luca Banchi                         | Allenatori | Luca Dalmonte                |

| Arbitri: | Mattioli (Pesaro) Paternicò (Piazza Armerina) Caiazza (Arzano) |

|                                    |            |                               |
| Cinciarini 19 Šakić 12 Mitrović 12 | Punti      | 29 Gentile 15 Moss 13 Samuels |
| Kudláček, Lauwers 3                | Assist     | 5 Jerrells                    |
| Mazzola, Mitrović, Šakić 7         | Rimbalzi   | 10 Gentile, Melli             |
| Carlo Recalcati                    | Allenatori | Luca Banchi                   |

| Arbitri: | Begnis (Crema) Seghetti (Livorno) Bettini (Bologna) |

|                             |            |                                  |
| Samuels 16 Lawal 16 Moss 12 | Punti      | 20 Petty 14 Trasolini 10 Johnson |
| Gentile 5                   | Assist     | 3 Petty                          |
| Lawal 10                    | Rimbalzi   | 6 Anosike, Trasolini             |
| Luca Banchi                 | Allenatori | Sandro Dell'Agnello              |

| Arbitri: | Vicino (Argelato) Bartoli (Trieste) Quarta (Rivalta di Torino) |

|                                       |            |                                   |
| Moss 16 Gentile 13 Jerrells, Melli 11 | Punti      | 27 Ragland 14 Gentile 13 Aradori  |
| Daniel Hackett Hackett 7              | Assist     | 2 Gentile, Jenkins, Ragland, Uter |
| Hackett 7                             | Rimbalzi   | 8 Leunen                          |
| Luca Banchi                           | Allenatori | Pino Sacripanti                   |

| Arbitri: | Paternicò (Piazza Armerina) Filippini (San Lazzaro di Savena) Evangelista Caiazza (Arzano) |

|                               |            |                                |
| Jackson 25 Rich 17 Špralja 14 | Punti      | 19 Lawal 16 Langford 10 Kangur |
| Rich 6                        | Assist     | 6 Gentile                      |
| Špralja 7                     | Rimbalzi   | 8 Langford                     |
| Cesare Pancotto               | Allenatori | Luca Banchi                    |

| Arbitri: | Lamonica (Roseto degli Abruzzi) Vicino (Argelato) Aronne (Viterbo) |

|                                 |            |                                    |
| Ivanov 22 Thomas 16 Goldwire 12 | Punti      | 27 Langford 18 Jerrells 13 Wallace |
| Lakovič 5                       | Assist     | 4 Wallace                          |
| Thomas                          | Rimbalzi   | 7 Melli, Moss                      |
| Frank Vitucci                   | Allenatori | Luca Banchi                        |

| Arbitri: | Lanzarini (Bologna) Gianluca Calbucci (Pomezia) Evangelista Caiazza (Arzano) |

|                             |            |                                    |
| Moss 26 Samuels 14 Lawal 12 | Punti      | 18 C. Green 17 D. Diener 15 Thomas |
| Hackett 6                   | Assist     | 8 M. Green                         |
| Samuels 6                   | Rimbalzi   | 6 Gordon                           |
| Luca Banchi                 | Allenatori | Meo Sacchetti                      |

| Arbitri: | Taurino (Vignola) Chiari (Ponzano Veneto) Morelli (Brindisi) |

|                                  |            |                                   |
| Cournooh 14 Haynes 13 Janning 11 | Punti      | 23 Samuels 19 Gentile 15 Jerrells |
| Haynes 6                         | Assist     | 3 Melli                           |
| Hunter 4                         | Rimbalzi   | 8 Moss                            |
| Marco Crespi                     | Allenatori | Luca Banchi                       |

#### Play-off
I Quarti di Finale si giocano al meglio delle 5 partite. La squadra con il miglior piazzamento in classifica al termine della stagione regolare gioca in casa gara-1, gara-2 e la eventuale gara-5.

Le Semifinali e la Finale, invece, si giocano al meglio delle 7 partite. La squadra con il miglior piazzamento al termine della stagione regolare gioca in casa gara-1, gara-2 e le eventuali gara-5 e gara-7. Milano si è qualificata prima al termine della stagione regolare, perciò ha avuto per tutti i play-off il vantaggio del campo.
|   | Quarti di finale | G1 | G2 | G3 | G4 | G5 |
| - | ---------------- | -- | -- | -- | -- | -- |
| 1 | Olimpia Milano   | 73 | 87 | 71 | 82 | 88 |
| 8 | Pistoia Basket   | 59 | 67 | 82 | 84 | 87 |

|   | Semifinale     | G1 | G2 | G3 | G4 | G5 | G6 |
| - | -------------- | -- | -- | -- | -- | -- | -- |
| 1 | Olimpia Milano | 95 | 83 | 83 | 63 | 73 | 95 |
| 4 | Dinamo Sassari | 84 | 90 | 76 | 56 | 76 | 76 |

|   | Finale          | G1 | G2 | G3 | G4 | G5 | G6 | G7 |
| - | --------------- | -- | -- | -- | -- | -- | -- | -- |
| 1 | Olimpia Milano  | 74 | 79 | 68 | 68 | 68 | 74 | 74 |
| 2 | Mens Sana Siena | 61 | 65 | 85 | 75 | 72 | 72 | 67 |

##### Quarti di finale
| Arbitri: | Mattioli (Pesaro) Bartoli (Trieste) Rossi (Anghiari) |

|                                 |            |                                       |
| Melli 18 Langford 12 Samuels 10 | Punti      | 20 Wanamaker 14 Johnson 11 Washington |
| Gentile 6                       | Assist     | 2 Wanamaker                           |
| Kangur, Melli 6                 | Rimbalzi   | 11 Washington                         |
| Luca Banchi                     | Allenatori | Paolo Moretti                         |

| Arbitri: | Cerebuch (Trieste) Sahin (Messina) Weidmann (Campobasso) |

|                                   |            |                                    |
| Gentile 19 Samuels 16 Langford 12 | Punti      | 14 Johnson 13 Washington 12 Gibson |
| Hackett 5                         | Assist     | 5 Gibson                           |
| Moss, Samuels 6                   | Rimbalzi   | 5 Daniel                           |
| Luca Banchi                       | Allenatori | Paolo Moretti                      |

| Arbitri: | Martolini (Roma) Bettini (Bologna) Rossi (Anghiari) |

|                                   |            |                                |
| Gibson 20 Johnson 19 Wanamaker 14 | Punti      | 21 Hackett 11 Moss 10 Jerrells |
| Wanamaker 4                       | Assist     | 2 Samuels                      |
| Johnson 8                         | Rimbalzi   | 8 Samuels                      |
| Paolo Moretti                     | Allenatori | Luca Banchi                    |

| Arbitri: | Sahin (Messina) Baldini (Firenze) Terreni (Vicenza) |

|                                   |            |                                   |
| Wanamaker 28 Gibson 22 Johnson 15 | Punti      | 28 Langford 15 Samuels 14 Gentile |
| Cortese, Wanamaker 1              | Assist     | 3 Langford                        |
| Johnson 10                        | Rimbalzi   | 7 Samuels                         |
| Paolo Moretti                     | Allenatori | Luca Banchi                       |

| Arbitri: | Lamonica (Roseto degli Abruzzi) Mattioli (Pesaro) Begnis (Crema) |

|                                   |            |                                   |
| Hackett 20 Langford 16 Samuels 14 | Punti      | 20 Gibson 15 Johnson 14 Wanamaker |
| Hackett 4                         | Assist     | 5 Wanamaker                       |
| Samuels 8                         | Rimbalzi   | 9 Daniel                          |
| Luca Banchi                       | Allenatori | Paolo Moretti                     |

##### Semifinale
| Arbitri: | Cerebuch (Trieste) Sardella (Rimini) Paglialunga (Massafra) |

|                                   |            |                                       |
| Gentile 23 Samuels 23 Langford 20 | Punti      | 19 D. Diener 17 C. Green 13 T. Diener |
| Hackett 8                         | Assist     | 8 T. Diener                           |
| Hackett 9                         | Rimbalzi   | 8 Thomas                              |
| Luca Banchi                       | Allenatori | Meo Sacchetti                         |

| Arbitri: | Lanzarini (Bologna) Martolini (Roma) Seghetti (Livorno) |

|                                |            |                                      |
| Gentile 21 Moss 12 Langford 11 | Punti      | 20 C. Green 20 D. Diener 16 M. Green |
| Gentil 4                       | Assist     | 11 M. Green                          |
| Lawal 7                        | Rimbalzi   | 8 C. Green                           |
| Luca Banchi                    | Allenatori | Meo Sacchetti                        |

| Arbitri: | Begnis (Crema) Mattioli (Pesaro) Bartoli (Trieste) |

|                                    |            |                                   |
| C. Green 18 D. Diener 17 Thomas 13 | Punti      | 25 Gentile 16 Langford 16 Samuels |
| T. Diener 7                        | Assist     | 8 Hackett                         |
| Gordon 7                           | Rimbalzi   | 9 Gentile                         |
| Meo Sacchetti                      | Allenatori | Luca Banchi                       |

| Arbitri: | Cerebuch (Trieste) Sardella (Rimini) Filippini (San Lazzaro di Savena) |

|                                 |            |                                   |
| Eze 12 M. Green 10 D. Diener 10 | Punti      | 17 Langford 15 Gentile 13 Samuels |
| D. Diener 3                     | Assist     | 3 Gentile                         |
| Eze 10                          | Rimbalzi   | 13 Samuels]                       |
| Meo Sacchetti                   | Allenatori | Luca Banchi                       |

| Arbitri: | Lamonica (Roseto degli Abruzzi) Sabetta (Termoli) Baldini (Firenze) |

|                                |            |                                               |
| Langford 16 Moss 15 Samuels 13 | Punti      | 16 D. Diener 14 C. Green 11 Gordon, T. Diener |
| Gentile 6                      | Assist     | 4 D. Diener, M. Green                         |
| Samuels 6                      | Rimbalzi   | 7 Gordon                                      |
| Luca Banchi                    | Allenatori | Meo Sacchetti                                 |

| Arbitri: | Begnis (Crema) Chiari (Ponzano Veneto) Aronne (Viterbo) |

|                                    |            |                                           |
| D. Diener 19 C. Green 17 Gordon 16 | Punti      | 24 Langford 17 Lawal 12 Jerrells, Samuels |
| M. Green 5                         | Assist     | 3 Langford, Melli                         |
| Gordon 6                           | Rimbalzi   | 8 Lawal                                   |
| Meo Sacchetti                      | Allenatori | Luca Banchi                               |

##### Finale
| Arbitri: | Cerebuch (Trieste) Sabetta (Termoli) Terreni (Vicenza) |

|                                    |            |                                          |
| Jerrells 26 Langford 11 Gentile 10 | Punti      | 19 Hunter 10 Nelson 6 Cournooh, Viggiano |
| Hackett, Melli, Samuels 3          | Assist     | 3 Haynes, Janning                        |
| Jerrells, Lawal, Samuels 5         | Rimbalzi   | 10 Hunter                                |
| Luca Banchi                        | Allenatori | Marco Crespi                             |

| Arbitri: | Lamonica (Roseto degli Abruzzi) Mattioli (Pesaro) Mazzoni (Grosseto) |

|                                   |            |                                    |
| Samuels 20 Gentile 18 Langford 10 | Punti      | 12 Haynes 10 Janning 8 Green, Ress |
| Langford 4                        | Assist     | 2 Haynes                           |
| Samuels 15                        | Rimbalzi   | 8 Nelson                           |
| Luca Banchi                       | Allenatori | Marco Crespi                       |

| Arbitri: | Paternicò (Piazza Armerina) Vicino (Argelato) Baldini (Firenze) |

|                                |            |                                   |
| Hunter 25 Haynes 23 Janning 23 | Punti      | 14 Hackett 12 Langford 12 Samuels |
| Janning 4                      | Assist     | 2 Langford                        |
| Hunter 10                      | Rimbalzi   | 6 Gawal, Samuels                  |
| Marco Crespi                   | Allenatori | Luca Banchi                       |

| Arbitri: | Lanzarini (Bologna) Chiari (Ponzano Veneto) Biggi (Cassina de' Pecchi) |

|                                         |            |                                    |
| Janning 20 Viggiano 10 Hunter, Nelson 9 | Punti      | 20 Langford 13 Samuels 12 Jerrells |
| Haynes, Janning 6                       | Assist     | 4 Langford                         |
| Hunter, Janning 6                       | Rimbalzi   | 8 Samuels                          |
| Marco Crespi                            | Allenatori | Luca Banchi                        |

| Arbitri: | Begnis (Crema) Sahin (Messina) Seghetti (Livorno) |

|                                                                 |            |                                       |
| Langford 14 Jerrells 13 Gentile, Hackett 11                     | Punti      | 18 Hunter 14 Carter 10 Haynes, Nelson |
| Langford, Samuels 2                                             | Assist     | 4 Haynes, Janning                     |
| Cerella, Gentile, Hackett, Jerrells, Langford, Lawal, Samuels 4 | Rimbalzi   | 7 O. Hunter                           |
| Luca Banchi                                                     | Allenatori | Marco Crespi                          |

| Arbitri: | Taurino (Vignola) Martollini (Roma) Bettini (Bologna) |

|                               |            |                                 |
| Haynes 22 Carter 19 Hunter 18 | Punti      | 23 Gentile 13 Langford 10 Lawal |
| Nelson 5                      | Assist     | 4 Jerrells                      |
| Hunter 8                      | Rimbalzi   | 9 Lawal                         |
| Marco Crespi                  | Allenatori | Luca Banchi                     |

| Arbitri: | Lanzarini (Bologna) Paternicò (Piazza Armerina) Lamonica (Roseto degli Abruzzi) |

|                                |            |                              |
| Gentile 18 Melli 11 Langford 9 | Punti      | 15 Green 14 Haynes 13 Carter |
| Hackett, Moss 3                | Assist     | 4 Haynes                     |
| Melli 13                       | Rimbalzi   | 10 Hunter                    |
| Luca Banchi                    | Allenatori | Marco Crespi                 |

| Campione d'Italia 2013-14 |
| ------------------------- |
| Olimpia Milano 26º titolo |

### Eurolega
Per l'Olimpia si tratta dell'8ª partecipazione all'Eurolega.  Il sorteggio per la composizione dei gironi di Eurolega si è svolto a Barcellona il 4 luglio. La prima fase della competizione si è svolta dal 16 ottobre al 20 dicembre e l'Olimpia è stata sorteggiata nel Gruppo B così composto:
- Real Madrid
- Anadolu Efes

- Žalgiris Kaunas
- Bamberger

- Olimpia Milano
- Strasburgo

Le prime quattro classificate accedono alla seconda fase: le Top 16.
L'Olimpia si è classificata al 2º posto accedendo così alla fase successiva, anch'essa a gironi, che si è svolta dal 2 gennaio all'11 aprile. La compagine meneghina è stata inserita nel Girone E composto da:
- Fenerbahçe
- Olimpia Milano
- Málaga
- Panathīnaïkos

- Olympiakos
- Saski Baskonia
- Barcellona
- Anadolu Efes

Le prime quattro classificate accedono ai Playoffs.
L'Olimpia si è classificata al 2º posto accedendo così alla fase successiva ad eliminazione diretta. Gli incontri, previsti al meglio delle 5 partite, si sono svolti dal 16 al 21 aprile e l'hanno vista affrontare la squadra classificatasi al 3º posto nel Gruppo F ovvero:
- Maccabi Tel Aviv

che vince la serie per 3-1.

#### Regular Season
|    | Classifica gruppo B | P.ti | G  | V  | P | PF  | PS  | DP   |
| -- | ------------------- | ---- | -- | -- | - | --- | --- | ---- |
| 1. | Real Madrid         | 20   | 10 | 10 | 0 | 889 | 652 | +237 |
| 2. | Olimpia Milano      | 10   | 10 | 5  | 5 | 742 | 762 | -20  |
| 3. | Žalgiris Kaunas     | 10   | 10 | 5  | 5 | 743 | 768 | -25  |
| 4. | Anadolu Efes        | 8    | 10 | 4  | 6 | 741 | 767 | -26  |
| 5. | Bamberger           | 6    | 10 | 3  | 7 | 756 | 829 | -73  |
| 6. | Strasburgo          | 6    | 10 | 3  | 7 | 705 | 798 | -93  |

| Risultati       | RMB   | EFS    | ZAL   | BAM   | MIL   | SIG   |
| --------------- | ----- | ------ | ----- | ----- | ----- | ----- |
| Real Madrid     |       | 103-57 | 95-67 | 98-58 | 93-74 | 79-66 |
| Anadolu Efes    | 61-86 |        | 72-61 | 78-89 | 87-67 | 88-65 |
| Žalgiris Kaunas | 63-83 | 65-63  |       | 91-81 | 73-71 | 88-64 |
| Bamberger       | 69-89 | 88-86  | 80-84 |       | 62-76 | 84-70 |
| Olimpia Milano  | 71-78 | 77-73  | 82-75 | 74-73 |       | 83-72 |
| Strasburgo      | 66-85 | 66-76  | 77-76 | 83-72 | 76-67 |       |

| Arbitri: | José Ramón García Ortiz Milivoje Jovčić Borys Šul'ha |

|                                              |            |                                   |
| Savanović 22 Hopson22 Gordon, Vasileiadīs 16 | Punti      | 20 Langford 19 Gentile 10 Samuels |
| Gordon 7                                     | Assist     | 2 Gentile, Haynes, Langford       |
| Gordon 6                                     | Rimbalzi   | 9 Melli                           |
| Oktay Mahmuti                                | Allenatori | Luca Banchi                       |

| Arbitri: | Borys Ryžyk Antonio Conde Milija Vojinović |

|                              |            |                                   |
| Melli 20 Moss 16 Jerrells 14 | Punti      | 16 Pocius 16 Jankūnas 14 Javtokas |
| Jerrells 6                   | Assist     | 4 Jankūnas, Jasikevičius          |
| Melli 9                      | Rimbalzi   | 6 Javtokas                        |
| Luca Banchi                  | Allenatori | Īlias Zouros                      |

| Arbitri: | Sreten Radović Robert Lottermoser Rüştü Nuran |

|                                  |            |                                    |
| Mirotić 19 Fernández 16 Reyes 14 | Punti      | 17 Langford 13 Samuels 12 Jerrells |
| Rodríguez 6                      | Assist     | 6 Langford                         |
| Reye 9                           | Rimbalzi   | 4 Moss                             |
| Pablo Laso                       | Allenatori | Luca Banchi                        |

| Arbitri: | Ilija Belošević Carlos Cortés Igor Dragojević |

|                                    |            |                                          |
| Wright 13 Markota 10 Ford, Smith 9 | Punti      | 18 Gentile 13 Samuels 11 Jerrells, Melli |
| Gavel 3                            | Assist     | 6 Gentile                                |
| Ford 12                            | Rimbalzi   | 9 Langford                               |
| Chris Fleming                      | Allenatori | Luca Banchi                              |

| Arbitri: | Juan Carlos Arteaga Murat Biricik Petros Papapetrou |

|                                |            |                               |
| Langford 25 Moss 13 Samuels 12 | Punti      | 17 Campbell 16 Ajinça 11 Diot |
| Gentile 6                      | Assist     | 5 Diot                        |
| Melli 10                       | Rimbalzi   | 11 Ajinça                     |
| Luca Banchi                    | Allenatori | Vincent Collet                |

| Arbitri: | Juan Carlos García González Srđan Dožai Benjamín Jiménez |

|                                   |            |                                       |
| Langford 22 Gentile 18 Samuels 12 | Punti      | 14 Savanović 12 Vasileiadīs 12 Gordon |
| Jerrells, Moss 4                  | Assist     | 5 Planinić                            |
| Melli, Moss, Samuels 5            | Rimbalzi   | 12 Erden                              |
| Luca Banchi                       | Allenatori | Oktay Mahmuti                         |

| Arbitri: | Miguel Pérez Pérez Jakub Zamojski Miroslav Tomov |

|                                    |            |                                |
| Dentmon 15 Pocius 13 Klimavičius 9 | Punti      | 29 Langford 12 Moss 11 Gentile |
| Dentmon, Jasikevičius 5            | Assist     | 6 Jerrells                     |
| Jankūnas 11                        | Rimbalzi   | 6 Langford, Melli              |
| Saulius Štombergas                 | Allenatori | Luca Banchi                    |

| Arbitri: | Sreten Radović Petar Obradović Marcin Kowalski |

|                                |            |                                    |
| Gentile 14 Wallace 10 Lawal 10 | Punti      | 16 Fernández 10 Rodríguez 10 Mejri |
| Gentile, Jerrells 4            | Assist     | 7 Llull                            |
| Chiotti 8                      | Rimbalzi   | 7 Mejri                            |
| Luca Banchi                    | Allenatori | Pablo Laso                         |

| Arbitri: | Milivoje Jovčić Spiros Gkontas Nicolas Maestre |

|                                 |            |                                   |
| Lawal 17 Gentile 16 Langford 15 | Punti      | 15 Gavel 14 Veličković 13 Sanders |
| Langford 4                      | Assist     | 3 Goldsberry                      |
| Lawal 10                        | Rimbalzi   | 7 Zirbes                          |
| Luca Banchi                     | Allenatori | Chris Fleming                     |

| Arbitri: | Vicente Bultó Miguel Ángel Pérez Niz Petros Papapetrou |

|                                    |            |                                 |
| Abromaitis 23 Duport 14 Lacombe 13 | Punti      | 17 Jerrells 9 Kangur 9 Langford |
| Diot 5                             | Assist     | 3 Jerrells, Melli               |
| Duport 9                           | Rimbalzi   | 7 Gigli                         |
| Vincent Collet                     | Allenatori | Luca Banchi                     |

#### Top 16
|    | Classifica gruppo E | P.ti | G  | V  | P  | PF   | PS   | DP   |
| -- | ------------------- | ---- | -- | -- | -- | ---- | ---- | ---- |
| 1. | Barcellona          | 24   | 14 | 12 | 2  | 1109 | 1009 | +100 |
| 2. | Olimpia Milano      | 20   | 14 | 10 | 4  | 1093 | 1011 | +82  |
| 3. | Olympiakos          | 16   | 14 | 8  | 6  | 1058 | 996  | +62  |
| 4. | Panathīnaïkos       | 14   | 14 | 7  | 7  | 961  | 958  | +3   |
| 5. | Málaga              | 12   | 14 | 6  | 8  | 1032 | 1063 | -31  |
| 6. | Fenerbahçe          | 12   | 14 | 6  | 8  | 1078 | 1101 | -23  |
| 7. | Saski Baskonia      | 10   | 14 | 5  | 9  | 1061 | 1125 | -64  |
| 8. | Anadolu Efes        | 4    | 14 | 2  | 12 | 967  | 1096 | -129 |

| Risultati      | FBU   | MIL   | CBM   | PAO   | OLY   | BKN    | FCB   | EFS   |
| -------------- | ----- | ----- | ----- | ----- | ----- | ------ | ----- | ----- |
| Fenerbahçe     |       | 73-82 | 69-67 | 77-72 | 78-74 | 98-64  | 73-76 | 84-65 |
| Olimpia Milano | 90-85 |       | 70-59 | 77-75 | 81-51 | 83-76  | 91-63 | 76-69 |
| Málaga         | 89-75 | 95-85 |       | 87-71 | 63-80 | 79-93  | 61-77 | 83-75 |
| Panathīnaïkos  | 76-67 | 73-57 | 69-60 |       | 66-62 | 61-68  | 56-63 | 78-64 |
| Olympiakos     | 95-82 | 86-88 | 73-55 | 68-65 |       | 89-59  | 72-81 | 78-60 |
| Saski Baskonia | 95-73 | 65-83 | 71-81 | 64-72 | 70-89 |        | 68-80 | 66-72 |
| Barcellona     | 93-73 | 80-70 | 83-79 | 84-62 | 70-58 | 86-97  |       | 84-65 |
| Anadolu Efes   | 63-71 | 61-60 | 72-74 | 60-65 | 78-83 | 79-105 | 84-89 |       |

| Arbitri: | José Ramón García Ortiz Marek Ćmikiewicz Oļegs Latiševs |

|                                  |            |                                   |
| Gist 12 Ukić 11 Curry, Fōtsīs 10 | Punti      | 14 Gentile 11 Langford 9 Jerrells |
| Diamantidīs 11                   | Assist     | 2 Hackett, Kangur                 |
| Lasme 13                         | Rimbalzi   | 6 Lawal                           |
| Argyrīs Pedoulakīs               | Allenatori | Luca Banchi                       |

| Arbitri: | Juan Carlos Arteaga Matej Boltauzer Antonio Conde |

|                                    |            |                                               |
| Langford 29 Hackett 17 Jerrells 13 | Punti      | 12 Printezīs 8 Spanoulīs 7 Mantzarīs, Sloukas |
| Hackett, Jerrells 3                | Assist     | 6 Spanoulīs                                   |
| Lawal 9                            | Rimbalzi   | 6 Printezīs, Simmons                          |
| Luca Banchi                        | Allenatori | Giōrgos Mpartzōkas                            |

| Arbitri: | Ilija Belošević Spiros Gkontas Murat Biricik |

|                                   |            |                                          |
| Langford16 Jerrells 16 Hackett 14 | Punti      | 18 Nocioni 14 Pleiß 12 Hamilton, Jelínek |
| Melli 3                           | Assist     | 6 Heurtel                                |
| Hackett, Melli, Moss 3            | Rimbalzi   | 5 Nocioni                                |
| Luca Banchi                       | Allenatori | Sergio Scariolo                          |

| Arbitri: | José Martín Joseph Bissang Carlos Cortés |

|                                                        |            |                                  |
| Savanović 13 Bjelica 9 Balbay, Planinić, Vasileiadīs 8 | Punti      | 18 Langford 8 Samuels 8 Jerrells |
| Gordon 5                                               | Assist     | 2 Hackett, Langford, Moss        |
| Gönlüm 14                                              | Rimbalzi   | 6 Melli                          |
| Vaggelīs Aggelou                                       | Allenatori | Luca Banchi                      |

| Arbitri: | Borys Ryžyk Juan Carlos García González Damir Javor |

|                                            |            |                                            |
| Hackett17 Jerrells 15 Gentile, Langford 14 | Punti      | 26 Kleiza 15 Bjelica 12 McCalebb, Preldžič |
| Langford 5                                 | Assist     | 4 Preldžič                                 |
| Hackett 7                                  | Rimbalzi   | 6 Preldžič                                 |
| Luca Banchi                                | Allenatori | Željko Obradović                           |

| Arbitri: | Christos Christodoulou Serhij Zaščuk Milija Vojinović |

|                                         |            |                                    |
| Oleson 17 Tomić 16 Marcelinho Huertas 9 | Punti      | 18 Langford 14 Samuels 12 Jerrells |
| Marcelinho Huertas 4                    | Assist     | 3 Hackett                          |
| Dorsey, Nachbar 6                       | Rimbalzi   | 6 Lawal, Samuels, Wallace          |
| Xavi Pascual                            | Allenatori | Luca Banchi                        |

| Arbitri: | Saša Pukl Marek Ćmikiewicz Olegs Latisevs |

|                                    |            |                                            |
| Langford 29 Jerrells 13 Samuels 10 | Punti      | 18 Caner-Medley 13 Štimac 6 Dragić, Suárez |
| Moss 3                             | Assist     | 2 Štimac, Suárez                           |
| Samuels 7                          | Rimbalzi   | 11 Štimac                                  |
| Luca Banchi                        | Allenatori | Joan Plaza                                 |

| Arbitri: | Recep Ankaralı Grzegorz Ziemblicki Vicente Bultó |

|                                    |            |                             |
| Langford 18 Samuels 16 Jerrells 10 | Punti      | 21 Gist 17 Wright 10 Fōtsīs |
| Langford 5                         | Assist     | 3 Bramos, Wright            |
| Melli 5                            | Rimbalzi   | 9 Gist                      |
| Luca Banchi                        | Allenatori | Argyrīs Pedoulakīs          |

| Arbitri: | Milivoje Jovčić Eddie Viator Benjamín Jiménez |

|                                        |            |                                  |
| Perperoglou 22 Printezīs 16 Sloukas 13 | Punti      | 20 Langford 13 Lawal 11 Jerrells |
| Mantzarīs 5                            | Assist     | 8 Langford                       |
| Printezīs 9                            | Rimbalzi   | 8 Lawal                          |
| Giōrgos Mpartzōkas                     | Allenatori | Luca Banchi                      |

| Arbitri: | Borys Ryžyk Robert Lottermoser Siniša Herceg |

|                            |            |                                  |
| Pleiß 30 Hanga 8 Causeur 7 | Punti      | 17 Jerrels 15 Samuels 13 Gentile |
| Heurtel 5                  | Assist     | 5 Hackett                        |
| Pleiß 13                   | Rimbalzi   | 8 Moss                           |
| Sergio Scariolo            | Allenatori | Luca Banchi                      |

| Arbitri: | Fernando Rocha Antonio Conde Marek Ćmikiewicz |

|                                   |            |                                     |
| Jerrells 17 Gentile 15 Samuels 14 | Punti      | 16 Bjelica 12 Vasileiadīs 12 Gordon |
| Gentile 4                         | Assist     | 8 Gordon                            |
| Samuels 12                        | Rimbalzi   | 7 Gönlüm                            |
| Luca Banchi                       | Allenatori | Vaggelīs Aggelou                    |

| Arbitri: | Juan Carlos Arteaga Juan Carlos García González Nicola Maestre |

|                                      |            |                             |
| Bogdanović 24 McCalebb 17 Bjelica 12 | Punti      | 15 Moss 13 Gentile 12 Lawal |
| Bjelica 3                            | Assist     | 4 Gentile, Hackett          |
| Bjelica 10                           | Rimbalzi   | 7 Gentile, Lawal            |
| Željko Obradović                     | Allenatori | Luca Banchi                 |

| Arbitri: | Sreten Radović Matej Boltauzer Oļegs Latiševs |

|                                   |            |                             |
| Gentile 24 Samuels 16 Jerrells 14 | Punti      | 14 Abrines 8 Lampe 8 Tomić  |
| Gentile 6                         | Assist     | 3 Marcelinho Huertas, Tomić |
| Gentile 7                         | Rimbalzi   | 11 Dorsey                   |
| Luca Banchi                       | Allenatori | Xavi Pascual                |

| Arbitri: | Borys Ryžyk Srđan Dožai Saša Maričić |

|                                            |            |                                  |
| Štimac 16 Kuzminskas 13 Urtasun, Dragić 11 | Punti      | 22 Langford 16 Lawal 13 Jerrells |
| Granger 7                                  | Assist     | 5 Hackett                        |
| Kuzminskas 9                               | Rimbalzi   | 5 Moss                           |
| Joan Plaza                                 | Allenatori | Luca Banchi                      |

#### Play-off
|    | Playoff D        | G1  | G2 | G3 | G4 |
| -- | ---------------- | --- | -- | -- | -- |
| E2 | Olimpia Milano   | 99  | 91 | 63 | 66 |
| F3 | Maccabi Tel Aviv | 101 | 77 | 75 | 86 |

| Arbitri: | Dani Hierrezuelo Spiros Gkontas Antonio Conde |

|                                    |            |                                      |
| Langford 18 Samuels 17 Jerrells 15 | Punti      | 26 Hickman 17 Rice 17 Schortsianitīs |
| Hackett 6                          | Assist     | 3 Ingles, Rice                       |
| Samuels 7                          | Rimbalzi   | 4 Hickman                            |
| Luca Banchi                        | Allenatori | David Blatt                          |

| Arbitri: | José Martín Recep Ankaralı Fernando Rocha |

|                               |            |                        |
| Jerrells 17 Kangur 13 Moss 13 | Punti      | 16 Tyus 12 Blu 10 Rice |
| Hackett 9                     | Assist     | 4 Hickman, Rice        |
| Lawal, Wallace 6              | Rimbalzi   | 6 Smith                |
| Luca Banchi                   | Allenatori | David Blatt            |

| Arbitri: | Christos Christodoulou Milivoje Jovcić Robert Lottermoser |

|                           |            |                                    |
| Blu 16 Hickman 15 Tyus 14 | Punti      | 14 Hackett 12 Langford 11 Jerrells |
| Hickman 6                 | Assist     | 4 Langford                         |
| Tyus 8                    | Rimbalzi   | 6 Hackett                          |
| David Blatt               | Allenatori | Luca Banchi                        |

| Arbitri: | Saša Pukl Borys Ryžyk Sreten Radović |

|                            |            |                                         |
| Hickman 16 Tyus 16 Smith13 | Punti      | 28 Langford 10 Hackett 8 Jerrells, Moss |
| Rice 6                     | Assist     | 4 Hackett, Moss                         |
| Smith, Tyus 9              | Rimbalzi   | 6 Hackett                               |
| David Blatt                | Allenatori | Luca Banchi                             |

### Coppa Italia
Grazie al terzo posto in classifica ottenuto al termine del girone d'andata l'Olimpia ha ottenuto il diritto a partecipare alle Final Eight di Coppa Italia che si è tenuta dal 7 al 9 febbraio 2014 al Mediolanum Forum di Assago e che ha visto la vittoria della Dinamo Sassari.
|   | Squadra        | Risultato |
| - | -------------- | --------- |
| 3 | Olimpia Milano | 80        |
| 6 | Dinamo Sassari | 82        |

| Arbitri: | Lamonica (Roseto degli Abruzzi) Lanzarini (Bologna) Martolini (Roma) |

| |            | |
| Lawal 20 Langford 16 Gentile 13                                                                                                  | Punti      | 24 D. Diener 15 C. Green 9 M. Green, Thomas                                                                                            |
| Gentile, Moss 5 | Assist     | 4 M. Green |
| Langford, Lawal 8 | Rimbalzi   | 6 B. Sacchetti, Thomas |
| 5 Gentile· 9 Melli· 12 Hackett· 23 Langford· 31 Lawal 6 Gigli· 7 Cerella· 14 Kangur· 24 Samuels· 30 Wallace· 34 Moss· 55 Jerrels | Formazioni | 6 C. Green· 8 Devecchi· 12 T. Diener· 32 Tessitori· 33 Thomas 4 M. Green· 10 Chessa· 11 Gordon· 14 Sacchetti· 16 D. Diener· 18 Vanuzzo |
| Luca Banchi | Allenatori | Meo Sacchetti |

## Statistiche

### Statistiche di squadra
| Competizione    | Punti | In casa | In casa | In casa | In casa | In casa | In trasferta | In trasferta | In trasferta | In trasferta | In trasferta | Totale | Totale | Totale | Totale | Totale | Totale |
| Competizione    | Punti | G       | V       | P       | PF      | PS      | G            | V            | P            | PF           | PS           | G      | V      | P      | PF     | PS     | DIF    |
| --------------- | ----- | ------- | ------- | ------- | ------- | ------- | ------------ | ------------ | ------------ | ------------ | ------------ | ------ | ------ | ------ | ------ | ------ | ------ |
| Serie A         | 50    | 15      | 15      | 0       | 1248    | 974     | 15           | 10           | 5            | 1204         | 1160         | 30     | 25     | 5      | 2452   | 2134   | +318   |
| Play-off        | -     | 10      | 7       | 3       | 794     | 719     | 8            | 4            | 4            | 604          | 606          | 18     | 11     | 7      | 1398   | 1325   | +73    |
| Totale Serie A  | -     | 25      | 22      | 3       | 2042    | 1693    | 23           | 14           | 9            | 1808         | 1766         | 48     | 36     | 12     | 3850   | 3459   | +391   |
| Eurolega        | 10    | 5       | 4       | 1       | 387     | 371     | 5            | 1            | 4            | 355          | 391          | 10     | 5      | 5      | 742    | 762    | -20    |
| Top 16          | 20    | 7       | 7       | 0       | 568     | 478     | 7            | 3            | 4            | 525          | 533          | 14     | 10     | 4      | 1093   | 1011   | +82    |
| Playoffs        | -     | 2       | 1       | 1       | 190     | 178     | 2            | 0            | 2            | 129          | 161          | 4      | 1      | 3      | 319    | 339    | -20    |
| Totale Eurolega | -     | 14      | 12      | 2       | 1145    | 1027    | 14           | 4            | 10           | 1009         | 1085         | 28     | 16     | 12     | 2154   | 2122   | +42    |
| Coppa Italia    | -     | -       | -       | -       | -       | -       | -            | -            | -            | -            | -            | 1      | 0      | 1      | 80     | 82     | -2     |
| Totale          | -     | 39      | 34      | 5       | 3187    | 2720    | 37           | 18           | 19           | 2817         | 2851         | 77     | 52     | 25     | 6084   | 5653   | +431   |

### Andamento in campionato
| Giornata  | 1  | 2 | 3 | 4 | 5 | 6 | 7 | 8 | 9 | 10 | 11 | 12 | 13 | 14 | 15 | 16 | 17 | 18 | 19 | 20 | 21 | 22 | 23 | 24 | 25 | 26 | 27 | 28 | 29 | 30 |
| --------- | -- | - | - | - | - | - | - | - | - | -- | -- | -- | -- | -- | -- | -- | -- | -- | -- | -- | -- | -- | -- | -- | -- | -- | -- | -- | -- | -- |
| Luogo     | T  | C | T | C | T | T | C | T | C | T  | T  | C  | C  | T  | C  | C  | T  | C  | T  | C  | C  | T  | C  | T  | C  | C  | T  | T  | C  | T  |
| Risultato | P  | V | V | V | P | P | V | P | V | V  | P  | V  | V  | V  | V  | V  | V  | V  | V  | V  | V  | V  | V  | V  | V  | V  | V  | V  | V  | V  |
| Posizione | 11 | 9 | 1 | 3 | 6 | 7 | 7 | 7 | 7 | 7  | 7  | 6  | 6  | 5  | 3  | 4  | 3  | 1  | 1  | 1  | 1  | 1  | 1  | 1  | 1  | 1  | 1  | 1  | 1  | 1  |

Legenda:

Luogo: C = Casa; T = Trasferta. Risultato: V = Vittoria; N = Pareggio; P = Sconfitta.

### Statistiche dei giocatori
| Giocatore    | Serie A | Serie A | Serie A | Serie A | Eurolega | Eurolega | Eurolega | Eurolega | Coppa Italia | Coppa Italia | Coppa Italia | Coppa Italia | Totale | Totale | Totale | Totale |
| Giocatore    | PG      | PTI     | AST     | RIM     | PG       | PTI      | AST      | RIM      | PG           | PTI          | AST          | RIM          | PG     | PTI    | AST    | RIM    |
| ------------ | ------- | ------- | ------- | ------- | -------- | -------- | -------- | -------- | ------------ | ------------ | ------------ | ------------ | ------ | ------ | ------ | ------ |
| I. Athīnaiou | 2       | 2       | 3       | 0       | -        | -        | -        | -        | -            | -            | -            | -            | 2      | 2      | 3      | 0      |
| B. Cerella   | 42      | 108     | 31      | 62      | 21       | 43       | 16       | 25       | 0            | 0            | 0            | 0            | 63     | 151    | 47     | 87     |
| D. Chiotti   | -       | -       | -       | -       | 7        | 23       | 3        | 18       | -            | -            | -            | -            | 7      | 23     | 3      | 18     |
| W. Deane     | 1       | 2       | 1       | 0       | -        | -        | -        | -        | -            | -            | -            | -            | 1      | 2      | 1      | 0      |
| C. Fumagalli | 2       | 0       | 0       | 0       | -        | -        | -        | -        | -            | -            | -            | -            | 2      | 0      | 0      | 0      |
| A. Gentile   | 44      | 537     | 117     | 164     | 21       | 240      | 49       | 51       | 1            | 13           | 5            | 4            | 66     | 790    | 171    | 219    |
| A. Gigli     | 7       | 8       | 0       | 15      | 2        | 5        | 1        | 8        | 0            | 0            | 0            | 0            | 9      | 13     | 1      | 23     |
| M. Hackett   | 35      | 268     | 105     | 113     | 18       | 174      | 64       | 63       | 1            | 5            | 3            | 5            | 54     | 447    | 172    | 181    |
| G. Hamadi    | 1       | 0       | 0       | 0       | -        | -        | -        | -        | -            | -            | -            | -            | 1      | 0      | 0      | 0      |
| M. Haynes    | 11      | 50      | 11      | 7       | 10       | 30       | 4        | 9        | -            | -            | -            | -            | 21     | 80     | 15     | 16     |
| C. Jerrells  | 46      | 389     | 84      | 91      | 28       | 315      | 69       | 63       | 1            | 0            | 0            | 0            | 75     | 704    | 153    | 154    |
| K. Kangur    | 37      | 137     | 24      | 129     | 17       | 66       | 10       | 33       | 1            | 12           | 0            | 3            | 55     | 215    | 34     | 165    |
| K. Langford  | 43      | 720     | 84      | 133     | 25       | 439      | 72       | 84       | 1            | 16           | 1            | 8            | 69     | 1175   | 157    | 225    |
| G. Lawal     | 43      | 282     | 2       | 176     | 24       | 151      | 2        | 95       | 1            | 20           | 1            | 8            | 68     | 453    | 5      | 279    |
| N. Melli     | 47      | 325     | 38      | 231     | 27       | 143      | 22       | 117      | 1            | 0            | 3            | 1            | 75     | 468    | 63     | 349    |
| A. Merlati   | 1       | 0       | 0       | 0       | -        | -        | -        | -        | -            | -            | -            | -            | 1      | 0      | 0      | 0      |
| D. Moss      | 45      | 242     | 53      | 186     | 26       | 191      | 38       | 94       | 1            | 0            | 0            | 0            | 72     | 433    | 91     | 280    |
| L. Restelli  | 5       | 7       | 1       | 2       | -        | -        | -        | -        | -            | -            | -            | -            | 5      | 7      | 1      | 2      |
| R. Riva      | 1       | 0       | 0       | 0       | -        | -        | -        | -        | -            | -            | -            | -            | 1      | 0      | 0      | 0      |
| F. Rossi     | 0       | 0       | 0       | 0       | -        | -        | -        | -        | -            | -            | -            | -            | 0      | 0      | 0      | 0      |
| S. Samuels   | 40      | 443     | 38      | 223     | 25       | 238      | 5        | 98       | 1            | 0            | 0            | 2            | 66     | 681    | 43     | 323    |
| F.A. Toso    | 0       | 0       | 0       | 0       | -        | -        | -        | -        | -            | -            | -            | -            | 0      | 0      | 0      | 0      |
| M. Touré     | 9       | 5       | 2       | 1       | 1        | 0        | 0        | 0        | -            | -            | -            | -            | 10     | 5      | 2      | 1      |
| F. Villa     | 0       | 0       | 0       | 0       | -        | -        | -        | -        | -            | -            | -            | -            | 0      | 0      | 0      | 0      |
| C.J. Wallace | 40      | 143     | 37      | 117     | 25       | 96       | 17       | 80       | 1            | 2            | 1            | 4            | 66     | 241    | 55     | 201    |